# Equiti Sudoeste
Equiti Sudoeste (Ekiti South-West) é uma área de governo local do estado de Equiti, Nigéria. Sua sede fica na cidade de Ilauê Equiti.
Possui uma área de 346 km² e uma população de 165.087 no censo de 2006.
O código postal da área é 362.